# Lee Rich

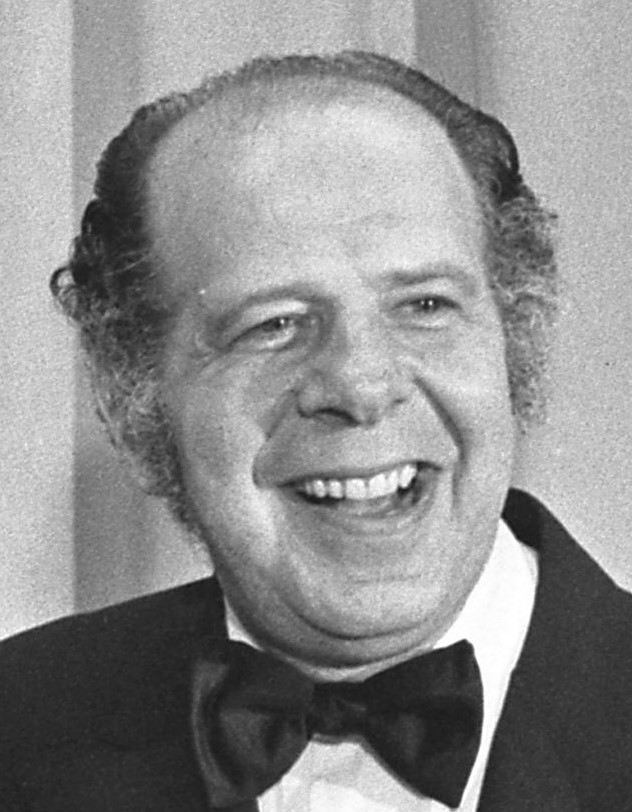
Lee Rich (1973)

Lee Rich (* 19. Dezember 1918 in Cleveland; † 24. Mai 2012 in Los Angeles) war ein US-amerikanischer Film- und Fernsehproduzent.

## Leben
Nach einem Abschluss an der Ohio University war Rich in der Werbebranche tätig. Im Zweiten Weltkrieg diente er in der Navy.
Rich war 1969 Mitbegründer und später Präsident der Lorimar Productions. Unter seiner Mitarbeit wurde die Fernsehserie Die Waltons produziert. Eine weitere bekannte Serie war Dallas, die Rich selbst als ausführender Produzent in den Jahren 1978 bis 1980 betreute. 1986 verließ Lee die Lorimar Productions und wurde der Vorsitzende von MGM/UA. Im Juli 1988 verließ Rich diese. Mit Lee Rich Productions gründete er noch im selben Jahr eine eigene Firma.
Für die Produktion der Serie Die Waltons wurde Rich 1973 mit einem Emmy ausgezeichnet.
Rich war von 1964 bis zur Scheidung 1983 mit der Schauspielerin Pippa Scott verheiratet und Vater von fünf Kindern.

## Filmografie (Auswahl)
- 1971–1980: Die Waltons (Fernsehserie)
- 1972: Pursuit (Fernsehfilm)
- 1976: Helter Skelter – Die Nacht der langen Messer (Helter Skelter)
- 1980–1982: Flamingo Road (Fernsehserie)
- 1990: Hard to Kill
- 1992: Bloody Marie – Eine Frau mit Biß (Innocent Blood, A French Vampire in America)
- 1992: Passagier 57 (Passenger 57)
- 1995: Im Sumpf des Verbrechens (Just Cause)
- 1998: Desperate Measures
- 1999: Gloria
- 2001: The Score